# Copiapoa calderana
Copiapoa calderana ist eine Pflanzenart aus der Gattung Copiapoa in der Familie der Kakteengewächse (Cactaceae). Das Artepitheton calderana verweist auf das Vorkommen der Art bei Chaldera.

## Beschreibung
Copiapoa calderana wächst einzeln oder auch in lockeren Gruppen mit kugeligen bis zylindrischen Trieben mit leuchtend graugrüner Färbung. Sie messen 5 bis 10 Zentimeter im Durchmesser und haben einen grauen Scheitelbereich. Die 10 bis 17 Rippen sind breit und stumpf, dabei jedoch nicht gekerbt und bis zu ein Zentimeter hoch. Die kreisrunden Areolen sind grau. Im Alter werden sie schwarz. Sie stehen bis zu sieben Millimeter voneinander entfernt. Die Dornen sind pfriemlich bis nadelig, gerade und schwarz oder braun. Im Alter vergrauen sie häufig. Es sind ein bis zwei Mitteldornen von 1,5 bis 3 Zentimeter Länge und vier bis sieben Randdornen mit bis zu 1,5 Zentimeter Länge vorhanden.
Die trichterförmigen Blüten sind gelb. Sie duften und sind 2,5 bis 3,5 Zentimeter lang.

## Verbreitung, Systematik und Gefährdung
Copiapoa calderana ist in Chile in der Region Atacama nördlich von Chaldera küstennah verbreitet.
Die Erstbeschreibung erfolgte 1959 durch Friedrich Ritter. Ein nomenklatorisches Synonym ist Copiapoa atacamensis var. calderana (F.Ritter) A.E.Hoffm. (1989).
In der Roten Liste gefährdeter Arten der IUCN wird die Art als „Least Concern (LC)“, d. h. als nicht gefährdet geführt.

## Nachweise